# Iwan Kazaniec
Iwan Pawłowycz Kazaniec, ukr. Іва́н Па́влович Казане́ць (ur. 12 października 1918 w Kamiance Łocmańskiej (obecnie część miasta Dniepr), zm. 15 lutego 2013) – radziecki i ukraiński polityk, premier Ukraińskiej SRR w latach 1963–1965, minister czarnej metalurgii ZSRR (1965–1985).

## Życiorys
W latach 1934–1937 uczył się w technikum przemysłowym w Dniepropetrowsku. W 1937 rozpoczął pracą w kuźnieckim kombinacie metalurgicznym. Przeszedł tam długą drogę zawodową: od zwykłego robotnika, przez majstra, do inżyniera (1938) i kierownika podstacji (1939). Jednocześnie w latach 1937–1944 studiował zaocznie w Sybirskim Instytucie Metalurgicznym.
Od 1945 był zastępcą I sekretarza komitetu zakładowego partii, od 1952 I sekretarz makiejewskiego miejskiego komitetu partii, od 19 września 1953 do 1 marca 1960 I sekretarz donieckiego (wówczas: stalińskiego) obwodowego komitetu partii, od 19 lutego 1960 do 2 lipca 1963 II sekretarz Komitetu Centralnego KP(b)U. Od 19 lutego 1960 do 20 października 1965 członek Biura Politycznego KC KPU, od 31 października 1961 do 25 lutego 1986 członek KC KPZR.
Od 26 czerwca 1963 do 23 października 1965 był przewodniczącym Rady Ministrów Ukraińskiej SRR. Od 2 października 1965 do 5 lipca 1965 minister czarnej metalurgii ZSRR. Od lipca 1985 na emeryturze.

## Odznaczenia
- Order Lenina (pięciokrotnie – 1957, 1958, 1966, 1968 i 1971)
- Order Rewolucji Październikowej (1978)
- Medal „Za ofiarną pracę w Wielkiej Wojnie Ojczyźnianej 1941–1945”
- Medal „Za pracowniczą wybitność”

I 18 innych medali, w tym 4 zagraniczne.